# Ferenc Deák
Ferenc Deák, madžarski general, * 1897, † 1949.